# Johannes Camphuys
Johannes Camphuys, auch Joannes Camphuis oder Jean Kamphuis, (* 18. Juli 1634 in Haarlem; † 18. Juli 1695 in Batavia) war ein Kaufmann in Diensten der niederländischen Ostindien-Kompanie und vom 11. Januar 1684 bis 24. September 1691 deren Generalgouverneur in Batavia.

## Leben
Johannes Camphuys stammte aus Haarlem in Nordholland. Über die frühen Jahre ist durch Valentijn bekannt, dass er eine Lehre bei einem Silberschmied in Amsterdam absolvierte. 1652 begab er sich in die Dienste der niederländischen Ostindien-Kompanie und stach im Rang eines Handelsassistenten am 1. November 1652 mit dem Schiff „Lastdrager“ in See. Am 2. März des folgenden Jahres kam es jedoch zum Schiffbruch bei den Shetlandinseln, den er überlebte. Die Überfahrt mit dem „Vergulde Draak“ im Sommer 1653 verlief dann glimpflich. Seine Karriere in Batavia begann er als Schreiber im Sekretariat der Gouvernementsverwaltung. 1666 wurde er zum Unterkaufman, vier Jahre darauf zum Oberkaufmann befördert.

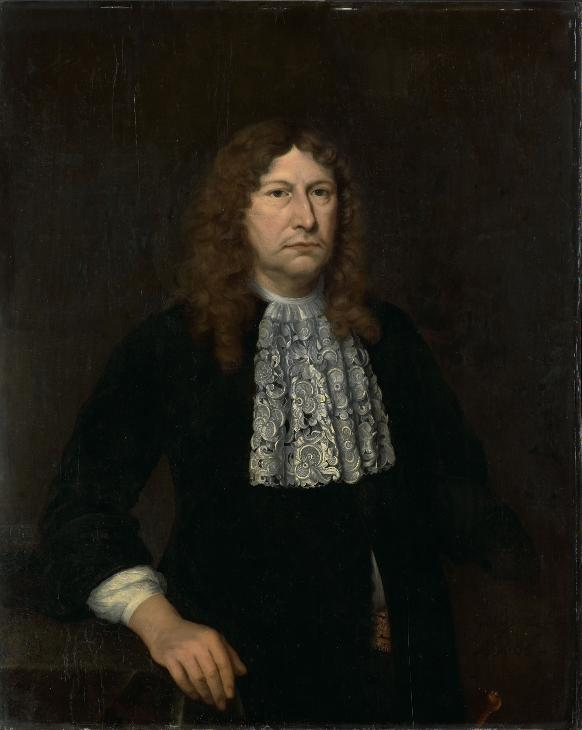
Porträt von Johannes Camphuys aus dem Jahre 1685

Als Oberkaufmann konnte er die Leitung einer der Handelsstationen in Asien übernehmen. Camphuys bewarb sich erfolgreich um die Niederlassung Deshima in Nagasaki (Japan), die in jener Zeit wegen ihrer Möglichkeit zu lukrativen Privatgeschäften sehr beliebt war. Der Aufenthalt der Faktoreileiter (opperhoofden) wurde von den japanischen Behörden auf ein Jahr begrenzt. Camphuys zog während der siebziger Jahre dreimal nach Japan, was außergewöhnlich war und für gute Beziehungen in Batavia spricht. Bei seinem ersten Turnus brachte er die von den Japanern 1667 bestellte europäische Destillationsapparatur und den deutschen Apotheker Franz Braun mit, der im Frühjahr 1672 in einer auf Dejima errichteten Hütte japanische Ärzte erfolgreich in der Herstellung von Heilölen unterwies. Camphuys war sehr an der Erkundung Japans interessiert. Zu seinem zweiten Turnus in Nagasaki nahm er den Maler Heinrich Muche aus Breslau mit, der seinerzeit für Andreas Cleyer arbeitete. In seinem Reisebuch berichtet Muche über eine Reihe von Arbeiten, die er für Camphuys ausführte, darunter Zeichnungen von Dejima und heimlich aufgenommene Zeichnungen des Audienzsaales im Schloss zu Edo. Gegen Ende des Japanaufenthaltes entlohnte ihn Camphuys mit zwei japanischen Goldmünzen.
1677 erfolgte die Ernennung zum Sekretär der Hohen Regierung (Hoge Regering), vier Jahre darauf stieg er zum Mitglied des Rates von Indien (Raad van Indië) auf. Am 11. Januar 1684 wurde er als Nachfolger von Cornelis Speelman provisorischer, und nach der Bestätigung durch das Direktorium in den Niederlanden (Heeren XVII) schließlich offizieller Generalgouverneur. Zwar fühlten sich im Zusammenhang mit seiner Ernennung einige Mitglieder des Rats von Indien übergangen, so dass dessen Verhältnis mit Camphuys nicht das beste war, doch zunächst genoss er die Unterstützung des Direktoriums in Amsterdam. François Valentijn (1666–1727), der während seines sechzehnjährigen Aufenthaltes in Batavia „Seine Edelheit“ aus nächster Nähe beobachten konnte, widmet ihm in seinem Werk zum ‚alten und neuen Ostindien’ zwar knapp acht Seiten im Folioformat, doch besonders aufsehenerregende Leistungen als Gouverneur sind nicht erkennbar. Wegen der wachsenden Dissonanzen wurde er schließlich am 17. Dezember 1690 auf eigenes Ersuchen seines Amtes entschlagen. Nur wenige Jahre später starb Camphuys just an seinem 61. Geburtstag und wurde in der niederländischen Kirche von Batavia beigesetzt. Der Pfarrer und Autor François Valentijn verfasste die Grabinschrift:

„De groote Camphuis, met zyn nederig gewaad,

Vertoont zich hier met al, wat menschen kan behagen,

De deugt en zedigheid die komen al opdagen,

En straalen uit zyn oog, en vriendelyk gelaat.

Zyn groote geest kon geen Appelles hier bepaalen.

Den omtrek was te naauw om hem wel af te maalen“

## Verdienste als Sammler und Mentor
Camphuys war ein belesener Mann und hatte eine eindrucksvolle Kollektion japanischer Objekte zusammengetragen. In seinem Garten vor der Stadt bemerkte Valentijn allerlei seltsame Gewächse, darunter Teebäumchen aus China. Japan ließ ihn nicht los. Donnerstags kamen nur japanische Speisen auf den Mittagstisch, die er mit „zwei runden langen chinesischen Stöckchen“ zu sich nahm, was Valentijn selbst erlebte. Als der den Posten des Generalgouverneurs aufgab, stellte ihm die Kompanie das Inselchen Edam vor Batavia zur Verfügung. Hier ließ er sich ein Haus nach japanischem Vorbild bauen. Ringsum wuchsen Bäume und andere Pflanzen aus allen Gebiete Ostindiens. Auch hielt er sich kuriose Tiere.
Einige Objekte seiner Sammlung haben die Zeiten überdauert. So findet sich im Teehaus des zwischen Oxford und Swindon gelegenen Buscot Parks eine große japanische Porzellanvase aus Arita mit den Initialen I. C., eine der Arbeiten, die nur finanzkräftige und einflussreiche Europäer wie Camphuys bestellen konnten. Das Rijksmuseum voor Volkenkunde in Leiden wiederum hütet ein Lederschild aus Bengalen, das in Japan schwarz lackiert und mit goldenen Blumen und Phönix-Motiven bemalt wurde, die Camphuysens Familienwappen umrahmen.
Camphuys setzte sich für den Hanauer Naturforscher Georg Eberhard Rumpf (Rumphius) ein, der auf der Molukkeninsel Ambon an einem monumentalen „Herbarium Amboinense“ arbeitete und von den Naturforschern der Leopoldina mit dem respektvollen Agnomen „Plinius Indicus“ bedacht wurde. Als Rumpfens Manuskripte während der Überfahrt nach Europa verloren gingen, konnte Camphuys den Druck mit einer Kopie, die er hatte anfertigen lassen, sicherstellen.
Aus Camphuysens Feder stammt ein Werk über die Eroberung von Jakarta und die Gründung Batavias durch Jan Pietersz. Coen, das später von François Valentijn in dessen Beschreibung von „Oud en Nieuw Oost Indien“ aufgenommen wurde. Auch Pieter de Vries nutzte die Schrift für eine Arbeit zu Coen.
Als Liebhaber japanischer Dinge zählt Camphuys zu jenem Kreis von einflussreichen und gebildeten Europäern in Batavia, die auf den 1689 aus Indien eingetroffenen deutschen Arzt und Naturforscher Engelbert Kaempfer aufmerksam wurden und diesen zur Erkundung Japans anregten. Während der sechs Monate bis zur Abreise ging Kaempfer mehrmals in Camphhuysens Gartenanlagen und listete die Pflanzen auf.

## Werke
J. Camphuys: Het Koningrijk Jakarta, Door den Heer Gouverneur Generaal Jan Pieterszoon Koen, Veroverd, en aan het gebied van den Staat der vereenigde Nederlanden gehegt, den 30 May 1619. Beschreven, en uit verscheide oude papieren by malkanderen getrokken Door Joannes Camphuis, Toen Koopman, en eerste Klerk ter generale Secretaryie tot Batavia, in den jaare 1667. En naderhand Gouverneur Generaal van Nederlands Indiën. In: Valentijn (1726), Vierde Deel, S. 421–491.